# Trenel
Trenel é um município da província de La Pampa, na Argentina.

## Geografia
Trenel dista 123 km de Santa Rosa e 560 km da cidade de Buenos Aires. Por vía terrestre, comunica-se com o resto do país pela estrada asfaltada Ruta Provincial RP 4.

## Personalidades locais
- Beatriz Oddi de Lacapre, poetisa
- Federico Ludueña, mago e poeta